# Myriam Gorospe Sarasúa
Myriam Gorospe Sarasúa   (Sant Sebastià, segle XX), és una científica espanyola, que investiga els secrets de l'envelliment de l'organisme humà, en l'Institut Nacional de l'Envelliment (NIA) dels Estats Units.
Myriam Gorospe va néixer a Sant Sebastià, Guipúscoa, i va estudiar a Madrid, on es va llicenciar en Biologia, per passar més tard als Estats Units on va estudiar el seu doctorat a la Universitat de l'Estat de Nova York en Albany, l'any 1990.
Després del seu doctorat es va especialitzar en l'estudi dels processos que transformen els gens en proteïnes que facin funcionar les cèl·lules, i va entrar a treballar en l'Institut Nacional de l'Envelliment (NIA), on continua realitzant les seves recerques.
A més ha publicat articles en revistes especialitzades, presentacions i ponències en congrés, així com dirigit tesis doctorals. Al setembre de l'any 2011 va donar la conferència plenària L'Oréal-Unesco For Women in Science durant el XXXVI Congrés de la Societat Espanyola de Bioquímica i Biologia Molecular (SEBBM).